# Gewaltprävention
Gewaltprävention ist ein Oberbegriff für Initiativen und Maßnahmen zur Vorbeugung gewalttätiger Auseinandersetzungen, die Menschen im Umgang mit Konflikten schulen und selbst bei Konflikten zur kooperativen und mündigen Kommunikation und Leben befähigen sollen.

## Bedingungen der Gewaltprävention
Gewaltprävention richtet sich erstens auf das Verständnis des Phänomens der Gewalt und seiner Funktionsweise im Alltag und zweitens auf das Erlernen konfliktlösender Verhaltensweisen und der Strategien des Selbstschutzes und Schutzes anderer.
Stets ist Gewalt ein gesamtkulturelles und gesamtgesellschaftliches dynamisches Phänomen, das historisch und strukturell gewachsen ist. Daher ist Gewalt auf allen Ebenen und in allen Phänomenen einer Kultur und ihrer Öffentlichkeit nachverfolgbar: auf der Ebene des Rechts genau so, wie auf der Ebene der gängigen sprachlichen Bezeichnungen und Zuschreibungen. Daher ist Gewaltprävention eine interdisziplinäre Aufgabe und eine Aufgabe des öffentlichen Raums.
Daher wird diskutiert, dass der öffentlichen Raum und Diskurs entscheidende Rolle für eine erfolgreiche Gewaltprävention darstellen.
Je präziser sich daher die verschiedenen Formen von Gewalt unterscheiden lassen und je umfassender und mannigfaltiger die getroffenen Maßnahmen sind, desto erfolgreicher ist die Prävention. Eine selektive Maßnahme verfehlt ihr Ziel. Eine erfolgreiche Prävention dagegen geht mit einem kulturellen Paradigmenwechsel einher und prägt eine ganze Kultur.
So muss Gewalt im ersten Schritt der Prävention als Gewalt wahrgenommen werden.
Dass Gewalt nicht selbstverständlich ist und ein Kulturprodukt ist, muss erlernt werden.
Positiv ausgedrückt erfordert Gewaltprävention die Entwicklung des Gefühls einer unbedingten Achtung vor dem Leben, das stets individuell, das heißt einzigartig, und unersetzlich ist, und der Einsicht in die Unantastbarkeit jedes individuellen Lebens und seiner zu gewährleistenden Grundrechte. Das Leben ist ein nichtrelativierbarer unbedingter Wert, der als eine Naturgegebenheit und Naturgabe einen fixierten Maßstab für diverse kulturelle Errungenschaften und Fehlleitungen konstruktiver Kräfte der Menschen dient: Es ist für sich ein Selbstzweck und strebt zur vollen und freien Entfaltung individueller Potenziale.
Vor diesem Hintergrund lässt sich Gewalt als das Bestreben eines Organismus begreifen, seinen Lebenszweck der vollen und freien Entfaltung individueller Potenziale aufgrund von systemimmanenten Zwängen einer Kultur und einer Gesellschaft nicht erfüllen zu können.
Die Einsicht in die unbedingte naturgegebene Unantastbarkeit des Lebens erfordert die Rationalität und Transparenz eines u. a. interkulturellen und historischen Vergleichs, d. h. kultureller Relativitäten. Um die Dynamik und Mechanismen der Gewalt offenlegen zu können, ist ein multiperspektivischer interdisziplinärer und psychologischer Vergleich verschiedener Gewaltformen und das Erlernen systematischer emphatischer Einnahme der Opferperspektive erforderlich.
Eine erfolgreiche Gewaltprävention ist von mehreren Bedingungen abhängig, u. a. von:
1) der Definition und Verständnis von Gewalt, ihren Mustern und ihrer Entwicklungsmechanismen;
2) der Präsenz des Problems der Gewalt als einer zu lösenden Aufgabe im öffentlichen Raum;
3) der Kooperationsbereitschaft der Gesellschaft usw.
Die Aufgabe der Gewaltprävention ist erst dann hinreichend gestellt, wenn sie positiv als Kultur einer unbedingten Achtung vor dem Leben und seiner Freiheit verstanden und strukturell verwirklicht wird: als eine unendliche Aufgabe mit messbaren und erreichbaren Zielen der Verhaltens- und Systemänderung.
Durch Gewaltdarstellung reproduziert sich die Gewalt im Verhalten und Erleben. Daher wird ein Verbot von Gewaltdarstellungen jeder Art diskutiert.

## Mögliche Maßnahmen
Ein Weg der Gewaltprävention ist die Abschreckung durch eine stärkere Kontrolle öffentlicher Räume. Dafür werden Überwachungskameras und Polizeistreifen eingesetzt. Denn eng verbunden mit der Gewaltprävention ist die Idee des Gewaltmonopols des Staates, das die Anwendung von Gewalt und die Durchsetzung von Sanktionen innerhalb einer Gesellschaft in die Hände der Gesellschaft legt. Gewaltprävention ist ein Aspekt sowohl der Kriminologie als auch der Jugendhilfe und der Schulpsychologie.
Zum anderen wird in der pädagogischen und psychologischen Literatur diskutiert, mit welchen Angeboten, Methoden und Maßnahmen die Entstehung von Gewaltbereitschaft verhindert werden kann. Dazu gehört alles, was Konfliktfähigkeit, insbesondere Frustrationstoleranz und Kommunikationsfähigkeit stärkt, andererseits werden dazu Methoden der Konfliktlösung wie etwa Streitschlichtung und Mediation gerechnet.
Voraussetzung der Konfliktfähigkeit ist, dass die Konfliktsituation als solche erst einmal wahrgenommen wird. Nach Einschätzung des Konfliktpotentials, der eventuellen Mehrschichtigkeit des Konfliktes und der Gewaltbereitschaft der jeweiligen Kontrahenten, können geeignete Maßnahmen zur gewaltfreien Konfliktlösung eingeleitet werden. Dazu gehören unter anderem die argumentative Trennung von Person und Sache (Konfliktgegenstand), die Akzeptanz und Bereitschaft für gewaltfreie Lösungsansätze, und die Kunst den Konflikt so zu lösen, dass sich keiner als Verlierer fühlt und schon gar nicht „das Gesicht verliert“.
Im Bereich der Gewaltprävention existieren eine Vielzahl unterschiedlicher Ansätze und Theorien. Neben staatlichen Stellen sind viele halbstaatliche und private Organisationen tätig. Dazu gehören auch (Sport-)Verbände, Vereine, aber auch private Institute.

## Situation in Deutschland
Staatliche Organisationen bieten solche Maßnahmen teilweise direkt an, etwa die Polizei, das Programm Polizeiliche Kriminalprävention der Länder und des Bundes (ProPK) und die Stiftung Deutsches Forum für Kriminalprävention. In den Ländern existieren in der Regel Landespräventionsräte. Polizeidirektionen beherbergen Präventionsbeamte. Die Kultusministerien sind über Expertenteams zur Gewaltprävention stark engagiert. Die örtlichen Jugendämter unterstützen Projekte und Programme, die von Freien Trägern umgesetzt werden. Einen Überblick über 25 Jahre Gewaltprävention im vereinten Deutschland findet sich in der Dokumentation eines Symposions sowie weiterer Folgeveranstaltungen des Deutschen Präventionstages (DPT) und der Alice-Salomon-Schule.